# Tuimelschijf

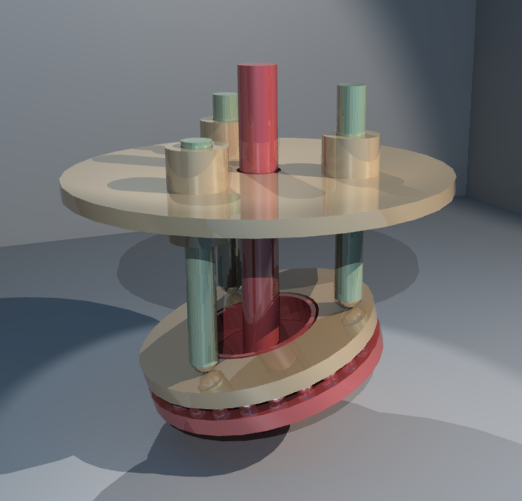
Tuimelschijf met vaste scheefstand

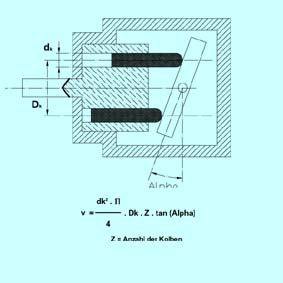
Principe van een tuimelschijf in een hydraulische pomp of motor

Een tuimelschijf is een constructie die een roterende beweging omzet in een heen en weer gaande beweging, of omgekeerd.

Een tuimelschijf wordt bijvoorbeeld toegepast in een hydraulische axiale plunjerpomp of axiale plunjermotor. Tegen de schijf steunen een aantal plunjers; doordat het huis van de plunjers met de as ronddraait, worden de plunjers beurtelings in en uitgedrukt, waardoor er een pompwerking ontstaat. Andersom werkt het principe als motor. Door de hoek van de tuimelschijf te verstellen, verandert de weg die de plunjers moeten gaan en zodoende de opbrengst van de pomp. Andersom kan door het verkleinen van de hoek van de tuimelschijf het toerental van de motor met tuimelschijf enorm toenemen.